# カルロス・ミゲル・プリエト
カルロス・ミゲル・プリエト（Carlos Miguel Prieto、1965年11月11日 - ）は、メキシコ出身の指揮者。

## 人物・来歴
メキシコシティのフランス系の家庭に生まれる。父親はフルニエ門下のメキシコを代表するチェリストであるカルロス・プリエト。5歳で祖母の手ほどきによりヴァイオリンを始め、若い頃から父親や叔父とともにプリエト四重奏団でヴァイオリニストとして活動する。プリンストン大学とハーバード大学で数学や電気工学などを学び博士号を取得。卒業後にエンジニアとして働くが、1993年に指揮者を目指して音楽活動に専念する。
1998年から2002年までメキシコシティ・フィルハーモニー管弦楽団、2003年から2006年までヒューストン交響楽団のそれぞれ準指揮者を務める一方、2002年から2007年までメキシコのハラパ交響楽団、2003年からアメリカ合衆国アラバマ州のハンツヴィル交響楽団、2006年からルイジアナ・フィルハーモニー管弦楽団とメキシコシティで臨時編成されるミネリア交響楽団、そして2007年からはメキシコ国立交響楽団のそれぞれの音楽監督に就任。また、2005年からアメリカ州ユース管弦楽団の首席指揮者のポストをグスターボ・ドゥダメルと分け合っている。

2023年からノースカロライナ交響楽団の音楽監督を務める。
メキシコとアメリカ合衆国を中心とする客演実績の中には2008年にデビューしたシカゴ交響楽団とボストン交響楽団が含まれ、ともにヨーヨー・マとの共演による。他にはオランダ交響楽団への客演も多い。メキシコの作品、特に現代作品の紹介には積極的である。
録音としては、父親との共演やレブエルタスの作品集などがあるほか、自身が主催するメキシコシティでのモーツァルト＝ハイドン音楽祭での演奏やアメリカ・ユース管弦楽団とのツアーの模様もある。